# Gamle Oslo
Gamle Oslo „Staré Oslo“ je 1. městská část norského hlavního města Osla, druhá největší co se týče počtu obyvatel. Vznikla v roce 2004 a je pojmenována po pozůstatcích středověkého Osla, které se na jejím území nacházejí. Na západě sahá k řece Akerselvě za kterou se nachází centrum města a na východě k silnici Ring 3 za kterou se nachází městská část Alna. Na jihu ji oddělují od Nordstrandu svahy Ekebergu a na severu dosahuje až k Tøyenparken v městské části Grünerløkka. Skládá se z následujících čtvrtí a oblastí:
- Grønland
- Kampen
- Enerhaugen (s částí Gamlebyen „Starého města“),
- Nedre Tøyen „Dolní Tøyen“
- Vålerenga
- Ensjø a Valle
- Etterstad, Helsfyr a Brynseng
- Kværnerbyen (zahrnující Ryenberget, Nygårdskollen a zbývající část Gamlebyen)
- Bispevika (Sørenga, Loenga, Grønlia a východní Bjørvika)
- ostrovy v Oslofjordu

Ve starších částech čtvrti, vybudovaných do roku 1948, je zástavba poměrně hustá, k další rozvoji oblasti došlo v následujících letech a především od 80. let 20. století. V té době došlo k výraznému nárůstu počtu obyvatel spojeném s nárůstem rezidenčních budov, rekonstruovaných ze starší zástavby i nově vybudovaných na místě zbořených komerčních budov. Mezi lety 2008 a 2018 tak bylo Gamle Oslo společně s Grünerløkkou nejrychleji rostoucí městskou částí Osla. Také se zde nachází nejvíc pracovišť, především v Grønlandu, Etterstadu a Brynsengu. Dále lze zde nalézt sportovní komplex v oblasti Valle-Hovin a zbytky středověkých budov ve čtvrti Gamlebyen a na ostrově Hovedøya. Do roku 2021 se zde nacházelo také Munchovo muzeum.

## Galerie

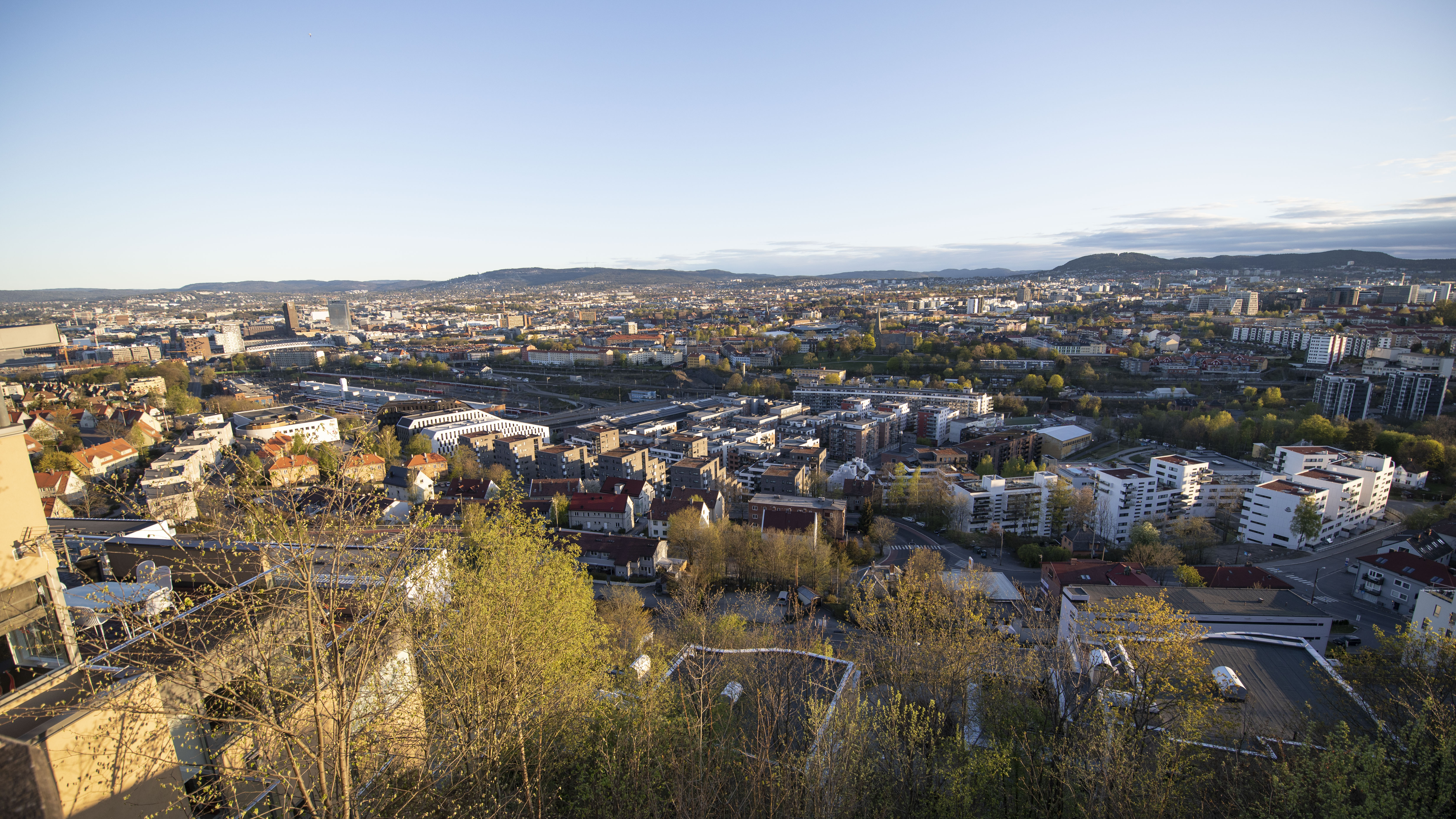
Pohled na Gamle Oslo z Ekerbergu
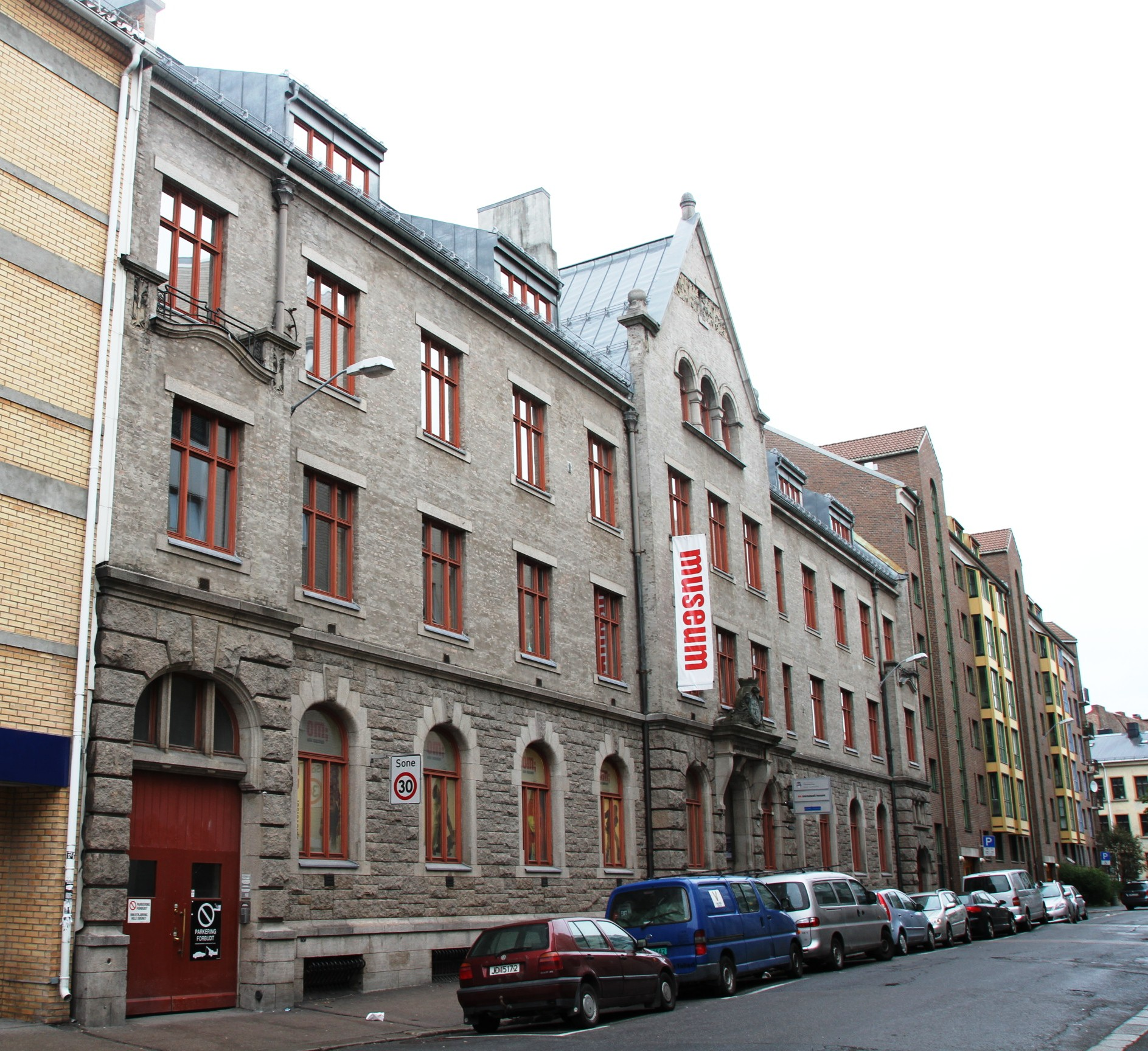
Interkulturní muzeum v Grønlandu
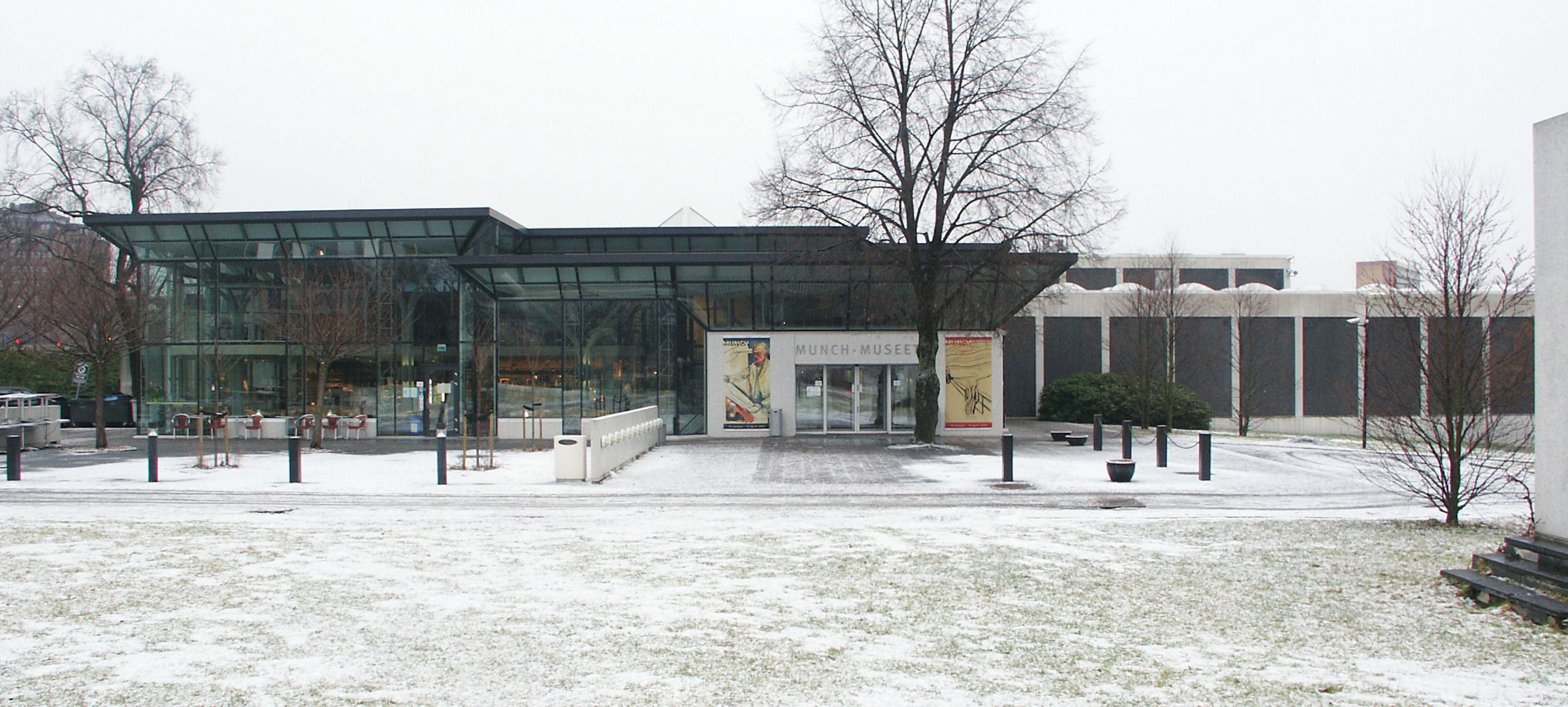
Bývalé Munchovo muzeum v Tøyen
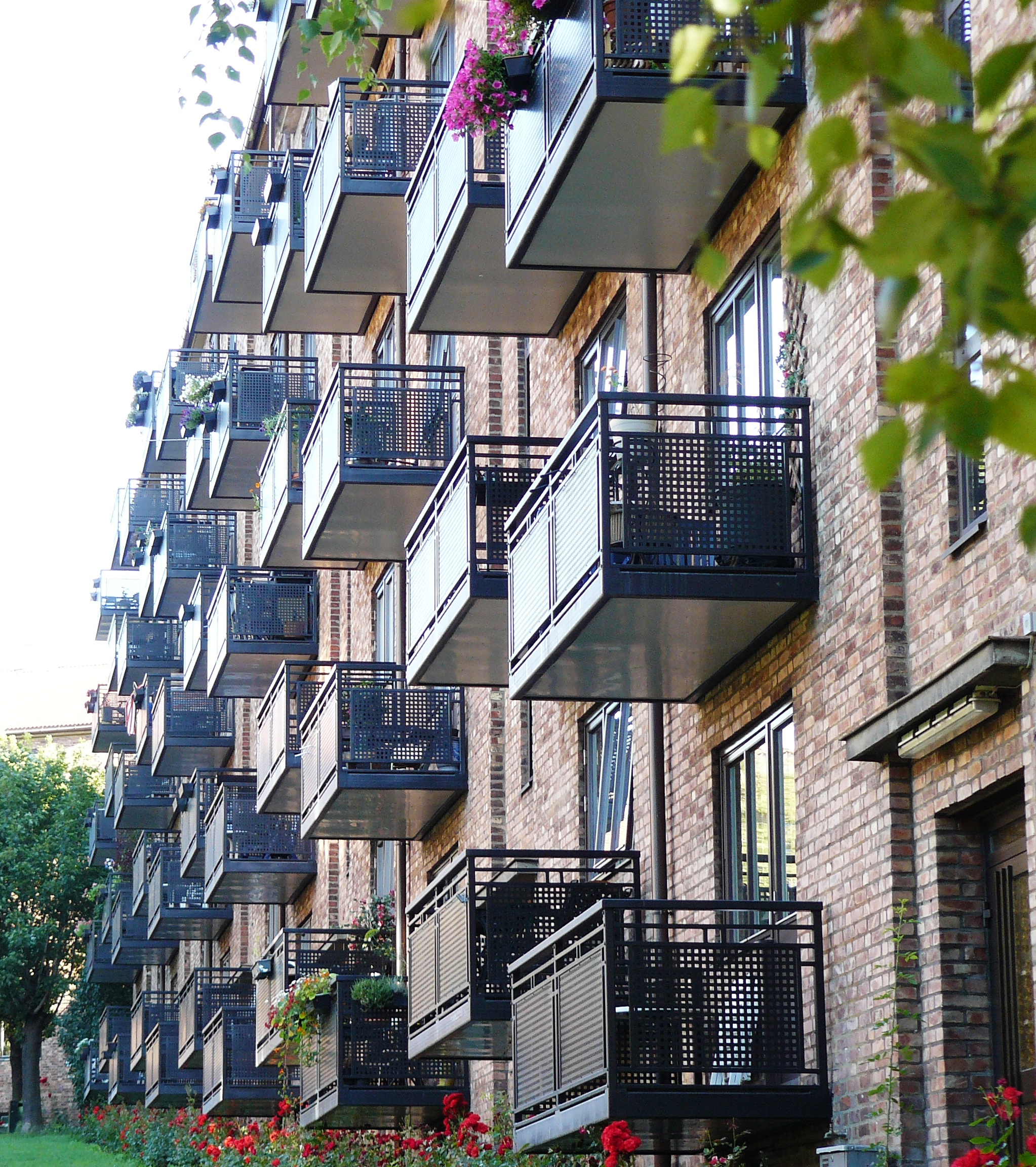
Moderní obytný dům v čtvrti Kampen
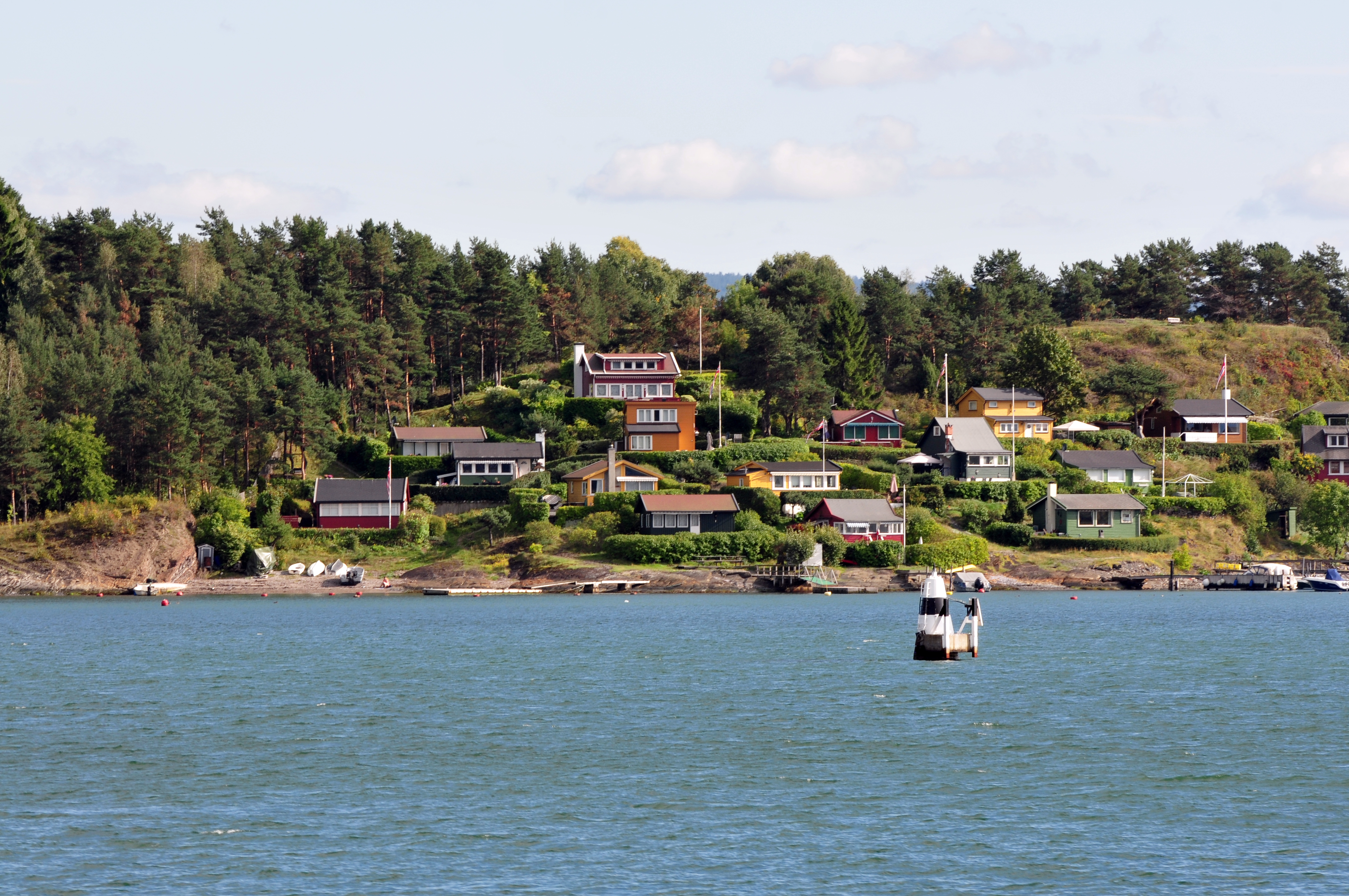
Ostrov Lindøya